# Prövad oskuld (TV-serie)
Prövad oskuld är en TV-serie i tre delar som sändes första gången i april 2018 på BBC One. Den är baserad på Agatha Christies roman med samma namn och är den tredje engelskspråkiga filmatiseringen som sänds. I huvudrollerna ser vi bland andra Morven Christie, Bill Nighy, Anna Chancellor, Alice Eve och Eleanor Tomlinson.
Serien var ursprungligen tänkt att sändas som en del av BBC:s julprogram men hölls tillbaka på grund av att originalskådespelaren Ed Westwick anklagades för sexuella övergrepp. Hans scener spelades senare in på nytt med Christian Cooke i Westwicks ställe.
Serien fick positiva recensioner trots en del motreaktioner på grund av de ändringar som gjorts i handlingen. Regin och stilen fick särskilt beröm. Serien släpptes på DVD genom Universal Pictures UK den 11 mars 2019.

## Handling
Den förmögna arvtagerskan Rachel Argyll hittas ihjälslagen i sitt palatsliknande hem där hon bor med sin man Leo och deras fem adoptivbarn Mary, Mickey, Jack, Tina och Hester, samt hembiträdet Kirsten Lindquist. Jack arresteras för brottet eftersom hans fingeravtryck hittas på det förmodade mordvapnet, men dödas i fängelset innan han hinner ställas inför rätta.
Arton månader senare ska Leo gifta sig med sin sekreterare Gwenda Vaughn, till sina barns stora förtret. En man vid namn Arthur Calgary anländer och ger Jack ett alibi: han hade skjutsat honom vid tiden för mordet. Calgary säger sig ha arbetat i Arktis sedan mordet och först nu fått reda på det. Leo tror att han är en charlatan och Mickey hotar honom. Calgary kontaktas senare av Marys make Philip Durrant, som har blivit bitter på familjen Argyll efter att ha blivit förlamad i en bilolycka och föreslår att de ska samarbeta för att pressa familjen på pengar. Calgary avvisar hans erbjudande men lovar att rentvå Jacks namn. Tillbakablickar avslöjar att Rachel var en grym och kärlekslös mor som alienerade sina barn och gav dem alla ett motiv att mörda henne.
När Calgary återvänder till Argyll Estate försöker en bil köra på honom. Bilen kraschar och dödar föraren, Bellamy Gould, polisdetektiven som utredde mordet på Rachel. Calgary träffar Leo och erkänner att han ljugit om sin bakgrund. Han var en vetenskapsman som hade arbetat med atombomben och drabbats av ett mentalt sammanbrott på grund av skuldkänslor. Natten för mordet rymde Calgary från ett mentalsjukhus och fångades in igen efter att ha skjutsat Jack. Calgary säger att han såg en annan bil på vägen den natten. Durrant, som har antagoniserat många av familjemedlemmarna, konfronteras av mördaren, som mördar honom via en drogöverdos.
Nästa morgon hittas Durrants kropp av Leo och Calgary. Barnen Argyll och Kirsten börjar pussla ihop vad som hände. Tillbakablickar visar händelserna som ledde fram till mordet. Jack hade, i ett försök att reta upp sin mor, konfronterat henne med det faktum att Mickey och Tina hade blivit älskare. I sin tur avslöjade hon för honom att Kirsten är hans biologiska mamma och Leo hans pappa, vilket fick honom att fly från huset. Rachel upptäckte att Leo hade sex med Gwenda och hotade att skilja sig från honom, så han slog ihjäl henne med en av sina egyptiska statyetter. Bellamy Gould hjälpte till att sätta dit Jack, som var rasande över Jacks affär med sin fru. För att hindra Jack från att avslöja sanningen om sin härkomst konspirerade Leo och Bellamy för att få honom dödad innan han kunde ställas inför rätta.
Tillbaka i nutid förs Calgary tillbaka till mentalsjukhuset på Leos rekommendation. Kirsten och barnen konfronterar Leo med sin vetskap om hans brott. Senare samma dag söker polisen efter Leo, som är försvunnen. En tid senare besöker syskonen Argyll Calgary på mentalsjukhuset medan Kirsten tittar till Leo, som sitter fängslad i familjens skyddsrum.

### Skillnader från romanen
Prövad oskuld utspelar sig i West Country i England, men denna produktion flyttade inspelningsplatsen till Skottland och den spelades in i och runt Inverkip.
Familjenamnet i boken är Argyle, medan det stavas Argyll i programmet (även om uttalet är detsamma). Den huvudmisstänkte Jack kallas Jacko i boken, och han dör i fängelset av lunginflammation istället för att bli ihjälslagen.
Kirsten Lindström, familjens hushållerska, är en medelålders nordisk kvinna i romanen, en detalj som spelar en central roll i bokens upplösning. I miniserien skildras hon som en skotsk kvinna i trettioårsåldern och ett av Rachels hittebarn. Bihandlingen om att hon och Leo är de biologiska föräldrarna till Jack skapades för serien. Dr Calgary framställs som mentalt störd i denna version, vilket gör att hans vittnesmål ifrågasätts, medan hans vittnesmål i boken ses som tillförlitligt från första början. Andra karaktärer som Gwenda Vaughan, Mary Durrant och Hester Argyll, porträtteras mer kritiskt än de var i romanen: Gwenda är bossig och självbelåten, Mary är djupt bitter och Hester är en hemlig alkoholist.
Lösningen har också förändrats radikalt. I boken är mördaren Kirsten, som förförs av Jacko och får i uppdrag att döda Rachel. Jacko tänker sedan använda Calgary för att skaffa sig ett alibi, men detta slår slint när polisen inte kan hitta Calgary.

## Rollista
- Bill Nighy som Leo Argyll,[6][7] fadern, Rachels make och förlovad med Gwenda
- Anthony Boyle som Jack Argyll, son och anklagad mördare
- Anna Chancellor som Rachel Argyll,[a] modern och mordoffer
- Morven Christie som Kirsten Lindstrom, hushållerska
- Crystal Clarke som Tina Argyll, dotter
- Christian Cooke som Mickey Argyll,[b] son
- Alice Eve som Gwenda Vaughn, tidigare sekretereska förlovad med Leo
- Matthew Goode som Philip Durrant, Marys make
- Ella Purnell som Hester Argyll, dotter
- Eleanor Tomlinson som Mary Durrant, dotter och Phili's hustru
- Luke Treadaway som doktor Arthur Calgary, Jacks alibi
- Brian McCardie som Bellamy Gould, kommissarie
- Luke Murray som den unge Jack
- Hayden Robertson som den unga Hester
- Catriona McNicholl som den unga Mary
- Abigail Conteh som den unga Tina
- Rhys Lambert som den unge Mickey
- Frances Grey som Lydia Gould,[6] Bellamys hustru
- Sammy Moore som Clive[9]
- Sandy Welch som doktor Edwin Morsuch[9]
- Sandy Batchelor som Simon[10]
- Stuart McQuarrie som doktor[10]
- Alexandra Finnie som den unga Kirsten[10]

Ändringar i rollistan
1. ↑  Catherine Keener var ursrpungligen tänkt i rollen som Rachel Argyll.[8]
2. ↑  Ed Westwick var ursrpungligen tänkt i rollen som Mickey Argyll.[8]

## Produktion
Serien filmatiserades av Sarah Phelps som låg bakom de två tidigare Christie-filmatiseringarna för BBC under julhelgerna (Och så var de bara en och Åklagarens vittne). Phelps medgav att hon ändrat vissa delar av berättelsen, särskilt slutet, och när hon tillfrågades om vad puristerna skulle tycka, svarade hon "Jag bryr mig inte ett skit om folk som säger att det måste vara rent. Nej, det gör det inte. Om du vill ha en ren bearbetning, gå och be någon annan att göra det."
Den tre delarna spelades in i och runt staden Inverkip i distriktet Inverclyde väster om Glasgow. Ardgowan House användes som familjen Argylls hem i Sunny Point.
Serien skulle ursprungligen ha sänts under jul- och nyårshelgen 2017/2018, men avbröts på grund av anklagelserna mot Westwick om sexuella övergrepp. Sändningen under påsken 2018 hade delat upp serien i tre avsnitt under tre veckor, vilket har lett till att vissa har kallat den "prövning av BBCIPlayer".

## Omtagningar
Efter att serien var inspelad anklagades skådespelaren som spelade rollen som Mickey Argyll (Ed Westwick) för sexuella övergrepp 2014 av två kvinnor. I kölvattnet av andra skandaler med sexuella övergrepp 2017 beslutade BBC att skjuta upp sändningen i väntan på en utredning av anklagelserna mot Westwick.
När en tredje kvinna trädde fram och anklagade Westwick för ännu ett övergrepp 2014, valde BBC en ny skådespelare och spelade in Westwicks roll med Christian Cooke på nytt. BBC förklarade att eftersom Ridley Scott redan hade gjort något liknande med All the Money in the World (där han ersatte Kevin Spacey med Christopher Plummer), bestämde de sig för att också göra om inspelningen eftersom, som de beskrev det, "hundratals och åter hundratals timmar av människors surt förvärvade arbete skulle ha gått förlorade". Westwick har ihärdigt förnekat anklagelserna och har sagt att ingenting har bevisats.
Fyrtiofem minuter film från 35 scener spelades in under 12 dagar med Christian Cooke. De andra skådespelarna i produktionen kallades in och även om de flesta tog sig tid (en produktionspersonlighet beskrev dem alla som mycket upptagna skådespelare), var inte alla på inspelningen tillsammans samtidigt. Alice Eve, som spelade Gwenda Vaughn, kunde inte ta sig tillbaka från Amerika och hennes inspelade scener med Cooke kopierades in i filmen via split-screen. Skådespelaren Christian Cooke berömde produktionspersonalen för att ha fått ordning på saker och ting så snabbt och bortsett från en scen där Cookes karaktär har iskall andedräkt (i vad som förmodligen var i mitten av sommaren) var de flesta kritiker överens om att omtagningen gick mycket bra och att produktionen var "sömlös".
I juli 2018 meddelade Los Angeles distriktsåklagare att Westwick inte skulle åtalas för våldtäkt och sexuella övergrepp. Åklagare sa att vittnen som identifierats av de två första påstådda offren "inte kunde ge information som skulle göra det möjligt för åklagaren att bevisa någon av händelserna bortom rimligt tvivel", och att åklagarna inte kunde kontakta den tredje målsäganden.

## Kritikermottagande
Lucy Mangan, som skrev i The Guardian, gav det första avsnittet fem stjärnor och sa "Den senaste filmatiseringen, rik, mörk, vuxen och med en bakgrund av efterkrigstidens sorg och instabilitet, är långt ifrån det soliga – fortfarande mordiska, men soliga – höglandet med hirsfrön för Joan Hickson att picka på som Miss Marple".
Michael Hogan, som skrev i The Sunday Telegraph, gav avsnittet fyra stjärnor av fem möjliga och sa att "till en början var det tungt och förvirrande, med tidshopp och ett brett persongalleri", men att senare "tempot stadigt ökade [och] i slutet av timmen hade den här deckaren sina krokar i mig". I The Sunday Telegraph beskrev Ed Cumming serien som "stramt skrivande" men ifrågasatte nödvändigheten av tre avsnitt. Han konstaterade också att "alla var så osympatiska".
The Times gav det första avsnittet fyra stjärnor av fem och noterade att trots att produktionen var tvungen att ha 35 scener inspelade på nytt med den nya skådespelaren Christian Cooke, var produktionen sömlös. På samma sätt belönades det andra avsnittet med fyra stjärnor av fem. Recensenten beklagade sig över att serien hade "dragits ut över tre veckor i stället för fjorton dagar" men hade beskrivit avsnittet som att det "rasslade fram ganska fint". Särskilt nämndes Matthew Goode som "... Han stal inte bara varje scen han var med i, han övertygade oss om att scenen tillhörde honom från första början".  Det tredje avsnittet fick också fyra stjärnor av fem möjliga från The Times. Carol Midgley sa att slutet där Leo Argyll blev inlåst i bunkern av Kirsten var "oväntat". Hon sa också att handlingen var "överkokt" och att det inte framgick om "Argyll-barnen var med på det, eller trodde de att han hade drunknat?". Midgley gillade den överlag och sa att "bortsett från de sista oväntade ögonblicken, njöt jag av alla andra mörka, läckra saker som författaren Sarah Phelps gjorde med berättelsen".
Radio Times rapporterade att responsen från tittarna var positiv, även om vissa hade kommenterat att programmet var förvirrande på grund av dess tidshopp framåt och bakåt. Andra kritiserade musiken och anklagade de manliga karaktärerna för att vara för lika varandra.